# Lodè
Lodè (sardinsky: Lodè) je italská obec (comune) v provincii Nuoro v regionu Sardinie. Nachází se ve výšce 345 metrů nad mořem a má přibližně 1 500 obyvatel. Rozloha obce je 123,45 km².